# Los 80
Los 80 foi uma série de televisão chilena, produzida pelo Canal 13 junto com Wood Produções, no marco do projeto para a celebração do bicentenário do Chile.
Foi inspirada na série espanhola Conta-me como passou, e protagonizada por Daniel Muñoz e Tamara Deita. É focada em retratar os eventos ocorridos no Chile durante a década de 1980 a partir da visão da família Herrera, uma família de classe média que vive na capital chilena.
Exibida pela primeira vez em 12 de outubro de 2008, teve um total de sete temporadas. A série consolidou-se como o programa de ficção mais bem sucedido da televisão atual no Chile; além disso, foi o programa de transmissão regular mais visto do ano no país.